# Лига выдающихся джентльменов (комикс)
«Лига выдающихся джентльменов» (англ. The League of Extraordinary Gentlemen) — серия комиксов, написанная Аланом Муром и проиллюстрированная Кевином О’Нилом, публикация которой началась в 1999 году. Серия охватывает два шестисерийных тома, графический роман от America's Best Comics, изданный Wildstorm/DC, и третью мини серию, опубликованную Top Shelf и Knockabout Comics. По словам Мура, концепция серии изначально была «Лига справедливости Викторианской Англии», но быстро переросла в возможность объединить несколько художественных произведений в одном мире.
Мур и О’Нил заявили, что они планируют наметить различные эпохи в Лиге с Алланом Квотермейном и Миной Мюррей, которые будут постоянными персонажами. По мотивам первого тома создан одноимённый фильм, выпущенный в 2003 году.

## Сюжет
«Британская империя всегда испытывала затруднения в том, чтобы различать своих героев и своих чудовищ».

### Том I
1898 год, опальная и разведённая Мина Харкер (урождённая Мюррей), нанимается Кампионом Бондом от имени британской разведки и получает задание собрать команду других экстраординарных личностей для защиты интересов Британской империи. Вместе с Капитаном Немо Мина отправляется в Каир, чтобы найти Аллана Квотермейна, затем в Париж для поисков Доктора Джекила, и, наконец, в Лондон, где она насильно вербует Хоули Гриффина, человека-невидимку, который завершает воплощение Лиги. После встречи с Профессором Кавором Лига отправляется в логово Фу Манчу, который украл единственный известный экземпляр кейворита — очень редкого вещества, с помощью которого планировал создать военный воздушный корабль и угрожать им Британии. В конечном итоге, получив кейворит, Лига передаёт его в руки своему работодателю — профессору Мориарти, который планирует использовать его на своём воздушном корабле, чтобы бомбить логово противника в Лаймхаусе, большую часть Лондона и Лигу вместе с ним. Начинается воздушный бой над Лондоном, и Лига в конечном счёте побеждает. Майкрофт Холмс занимает место Мориарти в качестве работодателя Лиги, и выдающиеся джентльмены получают задание остаться на службе Короне в ожидании вызова Англии.

### Том II
На Марсе, где Джон Картер и лейтенант Гулливер Джонс создают союз чтобы бороться с марсианскими захватчиками. Когда захватчики вынуждены покинуть Марс и высадиться на Земле, они начинают строить треножники. Гриффин покидает Лигу под прикрытием невидимости, чтобы заключить союз с захватчиками, но прежде, чем открыто предать, крадёт планы относительно защиты Лондона, также физически и эмоционально нападая на Мину.
Майкрофт Холмс отправляет Немо и Хайда защищать столицу, патрулируя реки Лондона при помощи Наутилуса. Тем временем Мина и Квотермейн встречаются с доктором Моро в его лесном убежище и говорят ему, что MI5 интересуется чем, что известно как H-142. Хайд возвращается в музей и мучает Гриффина: ломает его ногу и насилует, прежде чем убить. Затем Хайд умирает, борясь с треножником и давая MI5 запустить H-142. Однако прежде, чем он умирает, он просит у Мины две вещи: поцеловать её и коснуться её груди.
MI5 запускает H-142 — гибридную бактерию, составленную из сибирской язвы и стрептококка. От этого, а также от прохладного ответа Бонда, что они будут утверждать, будто бы марсиане умерли от простуды, Немо приходит в бешенство. Возмущённый бессердечным использованием британским правительством биологического оружия, Немо уезжает в Наутилусе и навсегда покидает Лигу. 

### Чёрное Досье
1958 год, уже несколько лет как произошёл крах режима Большого Брата. Мина Мюррей и Аллан Квотермейн, которые давно не состоят в Лиге и являются дезертирами, выкрадывают из штаба военной разведки (бывшего министерства любви) Чёрное досье, где рассказана история создания Лиги и присутствует подробная информация о вербовке команды Мюррей. М даёт задание агенту Джеймсу Бонду выследить Мюррей и Квотермейна и вернуть досье. 

### Том III Столетие
1910 год, капитан Немо умирает от старости и новым капитаном Наутилуса становится его дочь Джанни. Мина Мюррей и Аллан Квотермейн достигают бессмертия. Новыми членами Лиги являются: бессмертный Орландо, мистер Карнаки и вор Раффлс. Омоложённый Аллан Квотермейн выдаёт себя за своего сына Квотермейна-младшего. Один из новых членов Лиги — Орландо является гермафродитом, которому на момент действий сюжета свыше 3200 лет; он участвовал во множестве битв и войн, присутствовал при создании Лиги и обладает мечом-экскалибуром. Мистеру Карнаки снится сон о том, что секта возглавляемая оккультистом Оливером Хаддо планирует создать «Лунного дитя», который должен стать Антихристом и начать новую эру. Только Лига сможет их остановить.

## Отсылки на произведения литературы
В мире Лиги выдающихся джентльменов есть большое число персонажей и отсылок к произведениям англоязычной литературы.
Лига была создана по указу королевы Глорианы в 1610 году, в неё входили: Дон Кихот, капитан Роберт Оумач, госпожа Сент-Клэр, Просперо и бессмертный Орландо.    
До основных персонажей I и II томов членами Лиги являлись: Лэмюэль Гулливер (роман «Путешествие Гулливера» Джонатана Свифта), Перси и Маргарита Блейкни (роман «Алый первоцвет» Эммы Орци), доктор Син (новелла Рассела Торндайка), Фанни Хилл (роман Джона Клеланда) и Натаниэль Бампо (из произведений Фенимора Купера).
Нанимает главных героев I тома Кампион Бонд, который является предком Джеймса Бонда из романов Яна Флеминга. Доктора Джекилла ловят в Париже на улице Морг, помогает в поимке детектив Огюст Дюпен, который фигурировал в рассказе Эдгара Аллан По «Убийство на улице Морг». Сюжет I тома повествует о противостоянии Джеймса Мориарти и лидера криминальной китайской группировки Фу Манчу из произведений Сакса Ромера. Кейворит, который хочет заполучить Мориарти, является устройством из романа Герберта Уэллса «Первые люди на Луне». Также есть воспоминания битвы между Мориарти и Шерлоком Холмсом (из рассказов Артура Конан Дойла).  
События II тома происходит во время вторжения марсиан из «Войны миров». Также есть отсылка на реально существующего художника Гюстава Моро (он приходится племянником доктора Альфонсо Моро). Также показано противостояние треножников с джеддаками из произведений Эдгара Берроуза, возглавляемые Джоном Картером и  лейтенантом Гулливером (из романа «Гулливер на Марсе» Эдварда Арнольда). 
В мире Лиги Вторую мировую войну развязал диктатор Аденоид Хинкель (персонаж-карикатура на Адольфа Гитлера из фильма Чарльза Чаплина «Великий диктатор»). После войны в Англии начал господствовать тоталитарный режим Большого Брата (из романа «1984» Джорджа Оруэлла).
Действие сюжета III тома начинается в первой половине XX века. В Лигу входит Мина, Квотермейн, бессмертного Орландо, охотника за призраками Томаса Карнаки (из романа Уильяма Хоупа Ходжсона) и вора-джентльмена Эй Джей Раффлса (из произведений Эрнеста Уильяма Хорнунга). Также упоминается Саймон Ифф из одноимённых рассказов Алистера Кроули. В книге также упоминаются Мерлин, «Фауст» Иоганна Гёте, Просперо из «Бури» Шекспира (самого драматурга можно заметить на заднем плане из эпизодов Лондона прошлых лет) и Розмари Вудхаус из «Ребёнка Розмари» Айра Левина. Одним из действующих персонажей является Джеремия Корнелиус из книг Майкла Муркока. Главным злодеем является антихрист, им оказывается Гарри Поттер из серии книг Джоан Роулинг, его побеждает Мэрри Поппинс из повестей Памелы Трэверс. 
В «Чёрном досье» действие происходит в 50-х гг. антагонистом является Джеймс Бонд, который начинает слежку за сбежавшими Миной и Квотермейном. 

## Персонажи
- Мина Мюррей — женщина, укушенная Дракулой, считается главой Лиги. После событий романа «Дракула» многие сплетничали по поводу её связи с жестоким вампиром. Её нанимает Кампион Бонд для задачи государственной важности — спасти империю, для чего необходимо собрать людей с выдающимися способностями. Из-за отсутствия должного качества лидерства и ответственности у членов команды сразу же становится её главой. По мере событий влюбляется в Квотермейна.
- Аллан Квотермейн — стареющий охотник и искатель приключений, ныне одинокий старик, зависящий от опиума. Ворчливый, недовольный положением Мины в Лиге, но во всём её слушавшийся. Мастерский стрелок. Аллан и Мина — единственные, кто остаётся в Лиге после её распада.
- Капитан Немо — старый пират, долгое время считавшийся погибшим после событий романа «Таинственный остров». Мрачный, не терпящий нахождение на суше, верно преданный своему кораблю, ненавидит Империю. Единственная причина, по которой он в Лиге — обещание Британий освободить Индию, но после событий второго тома он навсегда разочаровывается в людях и уезжает на Наутилусе прочь.
- Генри Джекил и Эдвард Хайд — профессор, страдающий раздвоением личности. Вечно угрюмый, зловещий, но очень благородный. Его вторая личность — Эдвард Хайд — жестокий маньяк, убивающий проституток в Лондоне. Во втором томе насилует Гриффина. Погибает во время битвы с треножником.
- Хоули Гриффин — учёный, изобретший способ становиться невидимым. После событий романа «Человек-невидимка» долгое время скрывался в пансионе, где насиловал молодых девушек, многие из которых беременели от него и считали его «Святым духом». Сначала помогает Лиге, потом предаёт их марсианским захватчикам и крадёт планы Лондона. Его мучает и насилует Хайд, узнавший о предательстве.